# Observatory (Kapstadt)

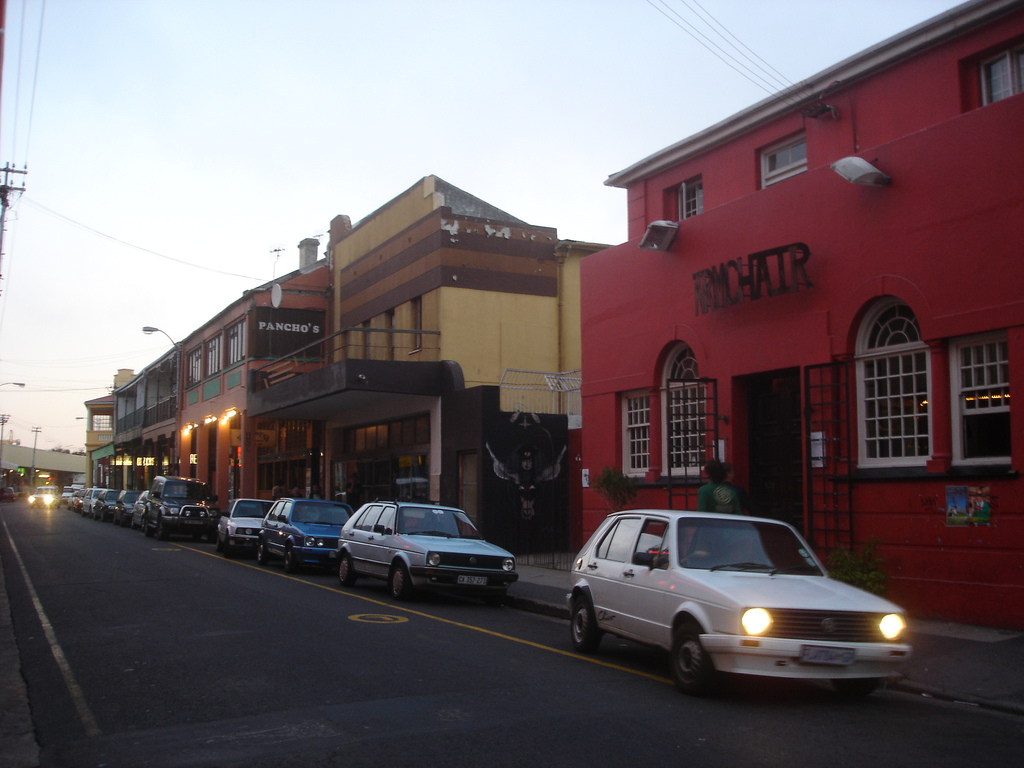
Blick in die Lower Main Road

Observatory, regional umgangssprachlich Obs, ist ein südöstlicher Vorort von Kapstadt in der südafrikanischen Provinz Western Cape.

## Geographie

### Lage
Observatory hat seinen Namen nach einer historischen Sternwarte erhalten, dem 1820 als erste ständige Einrichtung dieser Art in Südafrika errichteten Cape of Good Hope Royal Observatory. Die Sternwarte diente ursprünglich der Zeitbestimmung und anderen Navigationsfragen der Seeschifffahrt.
Im Nordwesten grenzt der Stadtteil an Salt River und im Süden geht Observatory in Mowbray über. Im Osten liegen teilweise bebaute Grünzonen von zwei Flussläufen, die an die benachbarten Gebiete von Maitland Garden Village und Pinelands anschließen.
Das Stadtteilgebiet hat überwiegend eine dichte Bebauung und wird von mehreren Verkehrswegen tangiert und durchquert. Observatory besitzt einen Haltepunkt an der Southern Line von Metrorail Western Cape. Die historische, aus dem Stadtzentrum von Kapstadt heranführende Straße ist die Victoria Road / Main Road. Die Lower Main Road (deutsch: Untere Hauptstraße) kommt aus dem Nachbarstadtteil Salt River und zweigt in die Main Road ein. Oberhalb der bebauten Ortslage, am Hang des Devil’s Peak, verläuft der Nelson Mandela Boulevard, die Schnellstraße M3 (zugleich N2). Sie erstreckt sich entlang der Grenze des Table Mountain National Park. Die N2 zweigt zwischen Observatory und Mowbray von der M3 ab und richtet sich mit einem kurzen Abschnitt (Settler’s Way) nach Osten, wo sie am Black River ein ausgedehntes Autobahnkreuz quert. Hier zweigt ein Verbindungsstück (M5) nach Norden zur N1 ab.
Der östliche Bereich des Stadtteils ist von teilweise gartenbaulich gestalteten Grünzonen des Liesbeek River und dem nah parallel fließenden Black River durchzogen. Beide Wasserläufe haben hier ihren Zusammenfluss. Das etwa 240 Hektar große Gebiet hat den Namen Two Rivers Park erhalten und bildet den größten innerstädtischen grünen Landschaftsraum, ein kommunales Entwicklungsgebiet (gemäß Spatial Planning and Land Use Management Act, 2013). Hier befinden sich Sportanlagen, der Gebäudekomplex der Sternwarte und das Valkenburg-Krankenhaus. Zudem werden ökologische Systeme und Lebensräume geschützt. Kapstadt und die Provinz Western Cape sind Eigentümer wesentlicher Teile des Parks.

### Umgebung
| Salt River                        | Paarden Eiland                              | Maitland Garden Village |
| Groote Schuur Hospital, Tafelberg | Kompassrose, die auf Nachbargemeinden zeigt | Pinelands               |
| Devil’s Peak                      | Mowbray                                     | Mowbray                 |

### Bevölkerung
Gemäß der Volkszählung von 2011 lebten hier 9207 Menschen in 3060 Haushalten. Das waren 40 % Schwarze, 34 % Weiße, 18 % Coloured, 4 % Inder/Asiaten sowie 4 % Andere.

## Öffentliche Einrichtungen und Gewerbe
Im Stadtteil existieren mehrere Gesundheitseinrichtungen der Kapstädter Universität und anderer Träger. Am National Centre for Optical and Infrared Astronomy gibt es jeden zweiten und vierten Sonnabend eine Öffnungszeit für Besucher mit Führung durch das astronomische Museum und die Beobachtungsinstrumente. Am Groote-Schuur-Krankenhaus, eine universitäre medizinische Einrichtung der Maximalversorgung, erinnert das Heart of Cape Town Museum an die weltweit erste Herztransplantation im Jahre 1967 durch Christiaan Barnard.
An der Station Road gibt es die Observatory Public Library, eine von 102 Zweigstellen der städtischen Bibliothek mit vielseitigem Leserservice.
Im Stadtteil gibt es mehrere allgemeinbildende Schulen, ferner christliche Kirchen und eine Moschee. Ein muslimischer Friedhof befindet sich neben dem Universitätskrankenhaus.
Entlang der Lower Main Road gibt es viele Geschäfte, Bars und Restaurants mit internationaler Küche sowie das Magnet Theatre und das Independent Armchair Theatre. Die Straße ist ein wichtiger touristischer Anziehungspunkt von Observatory. Am St Peter’s Square gibt es einen Supermarkt. 

## Sehenswürdigkeiten

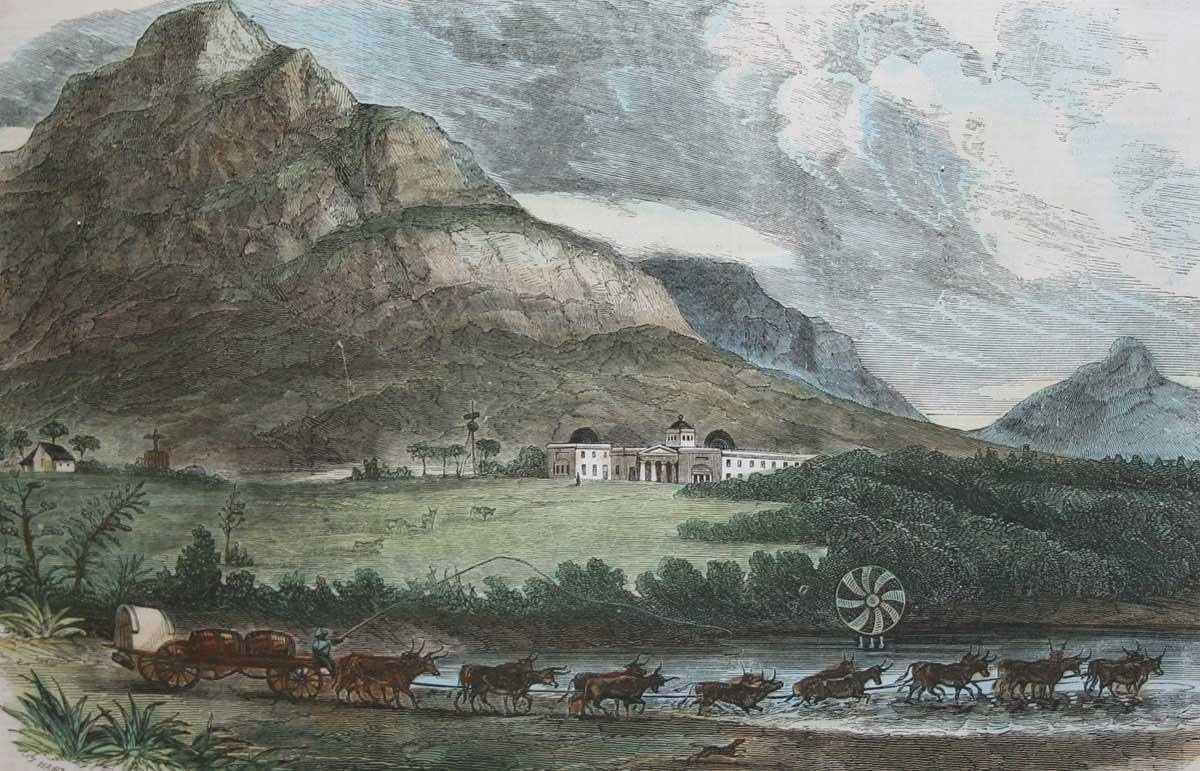
Historische Abbildung der Sternwarte am Fuße des Devil’s Peak

- South African Royal Astronomical Observatory. Eine historische Sternwarte, ehemals das Cape of Good Hope Royal Observatory, errichtet 1820–1821.[6]

- UCT, Faculty of Health Sciences (Universität Kapstadt, Medizinische Fakultät). Die älteste medizinische Hochschule Südafrikas. Der Groote Schuur Medical Campus (1983 zum Nationaldenkmal deklariert) liegt zwischen der Main Road und dem Highway M3. Sie befindet sich neben dem Groote Schuur Hospital, dem akademischen Krankenhaus der medizinischen Fakultät der Universität Kapstadt.[7]

- Valkenburg Hospital. Das Valkenberg-Hospital ist ein psychiatrisches Krankenhaus im östlichen Gesundheitsbezirk Tygerberg der Metropolgemeinde City of Cape Town. Das historische Gebäude, ursprünglich im kapholländischen Stil errichtet und mit viktorianischen Architekturelementen ergänzt, zählt zu den ältesten erhaltenen Farmgebäuden im Bereich des Liesbeek River.[8]

- Two Rivers Urban Park, TRUP. Eine Grünzone entlang des Liesbeek River[9]

- Hartleyvale Stadium, ein Fußballstadion, sowie weitere Sportanlagen für Rugby und Cricket.

## Söhne und Töchter der Stadt
- Abdullah Omar (1934–2004), südafrikanischer Rechtsanwalt und Politiker, Anti-Apartheid-Aktivist